# Hormônio liberador de tireotrofina

Fórmula estrutural.

O hormônio liberador de tireotrofina (português brasileiro) ou hormona libertadora de tireotrofina (português europeu) (em inglês: thyrotropin-releasing hormone, TRH, ou thyrotropin-releasing factor TRF) é um hormônio que estimula a hipófise.

## Produção
Tripeptídeo hormonal produzido pelo Hipotálamo.

## Função
Estimula a hipófise a sintetizar e liberar o hormônio estimulante da tiróide (thyroid-stimulating hormone, TSH) que por sua vez estimula a tiróide a produzir T3 e T4, que sao essenciais.